# Train (serie televisiva)
Train (트레인?, TeureinLR) è una serie televisiva sudcoreana del 2020.

## Trama
Seo Do-won s'innamora di una ragazza che finisce tuttavia orribilmente uccisa; quando tuttavia l'uomo ha modo, a causa di un misterioso campo magnetico, di giungere in una dimensione parallela, l'uomo cerca di salvarla. Per farlo, si fa aiutare dalla procuratrice Han Seo-kyung.